# La Promenade
Pour les articles homonymes, voir Promenade et La Promenade (Renoir).

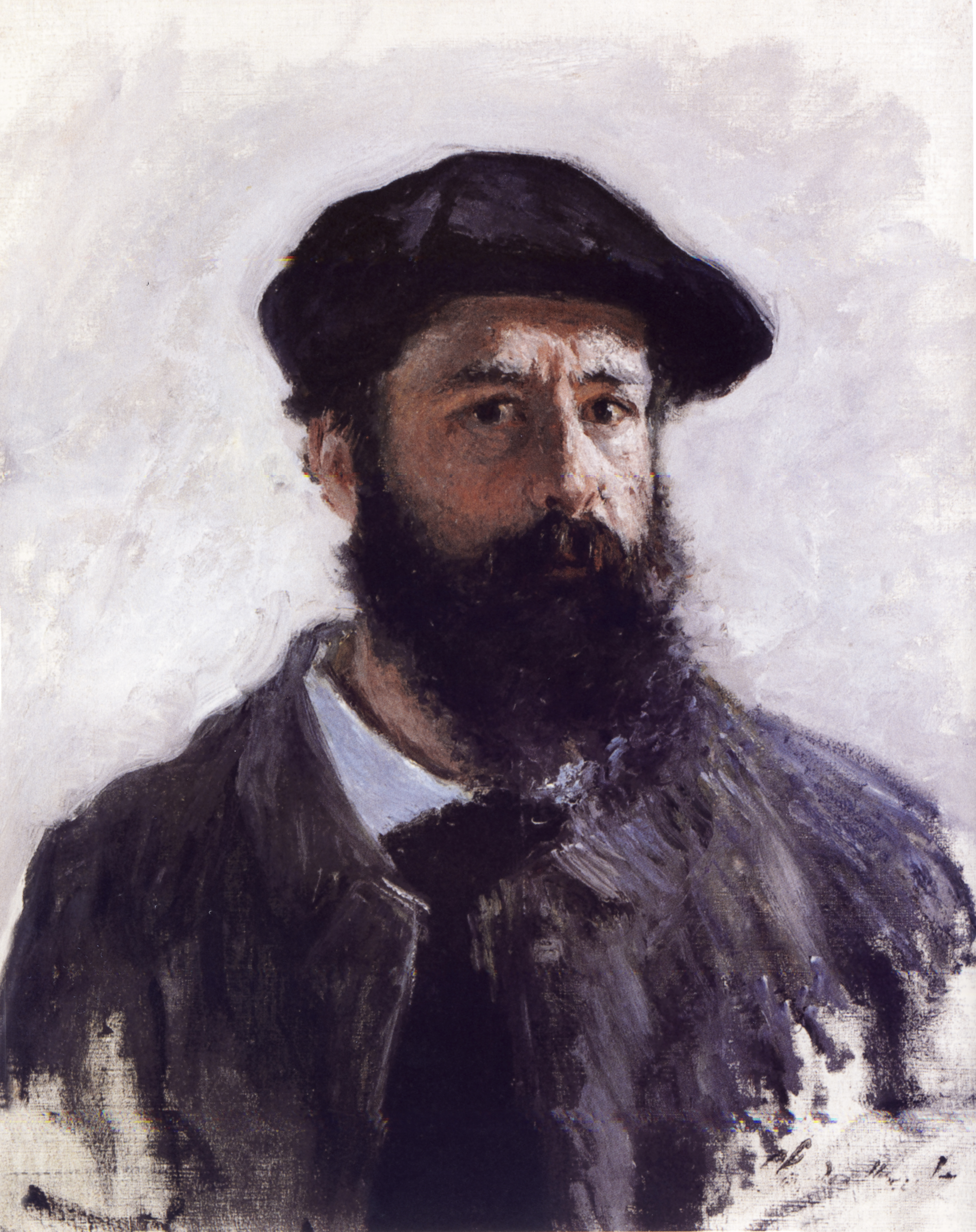

La Promenade est un tableau réalisé par le peintre impressionniste Claude Monet en 1875. 

## Description
La Promenade, aussi appelée La Femme à l'ombrelle, appartient à une série de peintures exécutées par Monet pendant les étés 1875 et 1876 et qui représentent le jardin de sa seconde maison à Argenteuil et les champs  couverts de coquelicots près de Colombes et de  Gennevilliers. La figure humaine, qui avait joué un rôle négligeable dans ses peintures ces dernières années, prend une importance renouvelée, avec sa femme Camille Doncieux servant constamment de modèle. Alors que toutes ses peintures partagent la même fascination pour la captation des effets éphémères de la lumière du soleil (c'est la signature de son style impressionniste), cette peinture est singulière par le rôle prépondérant que Monet accorde au personnage dans le paysage.
Camille, vêtue de blanc et portant un chapeau voilé, est debout sur une colline, son corps légèrement déplacé par rapport au centre, mais visuellement équilibré par le parasol vert et blanc qu'elle tient. Son regard intense et la position de son corps suggèrent qu'elle ait soudainement pris conscience de la présence du spectateur et qu'elle se soit retournée en réponse, créant une illusion convaincante d'un mouvement saisi sur le vif. Derrière et à gauche de Camille apparaît la forme  beaucoup plus petite de leur fils Jean Monet, qui avait presque huit ans à l'époque,lui aussi regardant attentivement le spectateur. La ligne d'horizon basse et la position du corps contre le ciel donnent à la figure une sensation de monumentalité qui est inhabituelle dans les peintures de Monet du milieu des années 1870. 
Vivement et rapidement exécutée à l'extérieur, cette peinture a été probablement créée en une séance unique. La représentation de Monet du moment saisi dans le temps est accentuée par la spontanéité de la facture et des couleurs vives. Le ciel a été peint rapidement, avec des traits de taille de direction variables, et de larges bandes du fond laissées visibles. Bien qu'il ait peint le ciel d'abord, il l'a retouché après l'ajout des deux personnes. L'herbe est peinte à traits courts  dans des nuances diverses de vert, bleu, jaune et rouge : les larges passages de bleu-vert sont utilisés pour l'ombre et des verts plus clairs dans les zones ensoleillées.
Monet retourne au thème de la femme à l'ombrelle debout sur une colline dix ans plus tard, dans une paire de peintures exécutées en été 1886 à Giverny et qui se trouvent au musée d'Orsay à Paris. L'inspiration pour ces peintures était l'image de Suzanne Hoschedé, une des filles de ses amis Alice Hoschedé et Ernest Hoschedé.

## Historique
Cette peinture était l'une des dix-huit toiles de Monet pour le Deuxième salon impressionniste qui a eu lieu en avril 1876. Bien entendu, le salon n'avait pas ce nom à l'époque. L'exposition, dans les locaux de la galerie Paul Durand-Ruel, rue Le Peletier, réunissait 252 œuvres de vingt artistes.  Exposée sous le titre La Promenade, elle a été peu remarquée à l'époque mais les rares commentaires étaient favorables.
L'artiste a vendu le tableau en 1876 à Georges de Bellio (1828-1894), Paris. Le tableau est passé par héritage à son gendre Ernest Donop de Monchy, Paris, jusqu'en 1897 au moins. On le retrouve comme propriété de Georges Menier quand celui-ci le prête à la Première exposition de collectionneurs au profit de la Société des Amis du Luxembourg à Paris, en 1924. Le tableau est acheté, lors de la Vente Menier au Palais Galliera du 15 juin 1965 par Hector Brame pour Paul Mellon qui en fait don à la National Gallery en 1983.
Le groupe sud-coréen Red Velvet réalise le 21 mars 2022 le clip de la chanson 'Feel My Rhythm' où IRENE et SEULGI, deux des cinq membres, sont mises en scène de façon à faire référence à la toile.